# Gliese 163 c

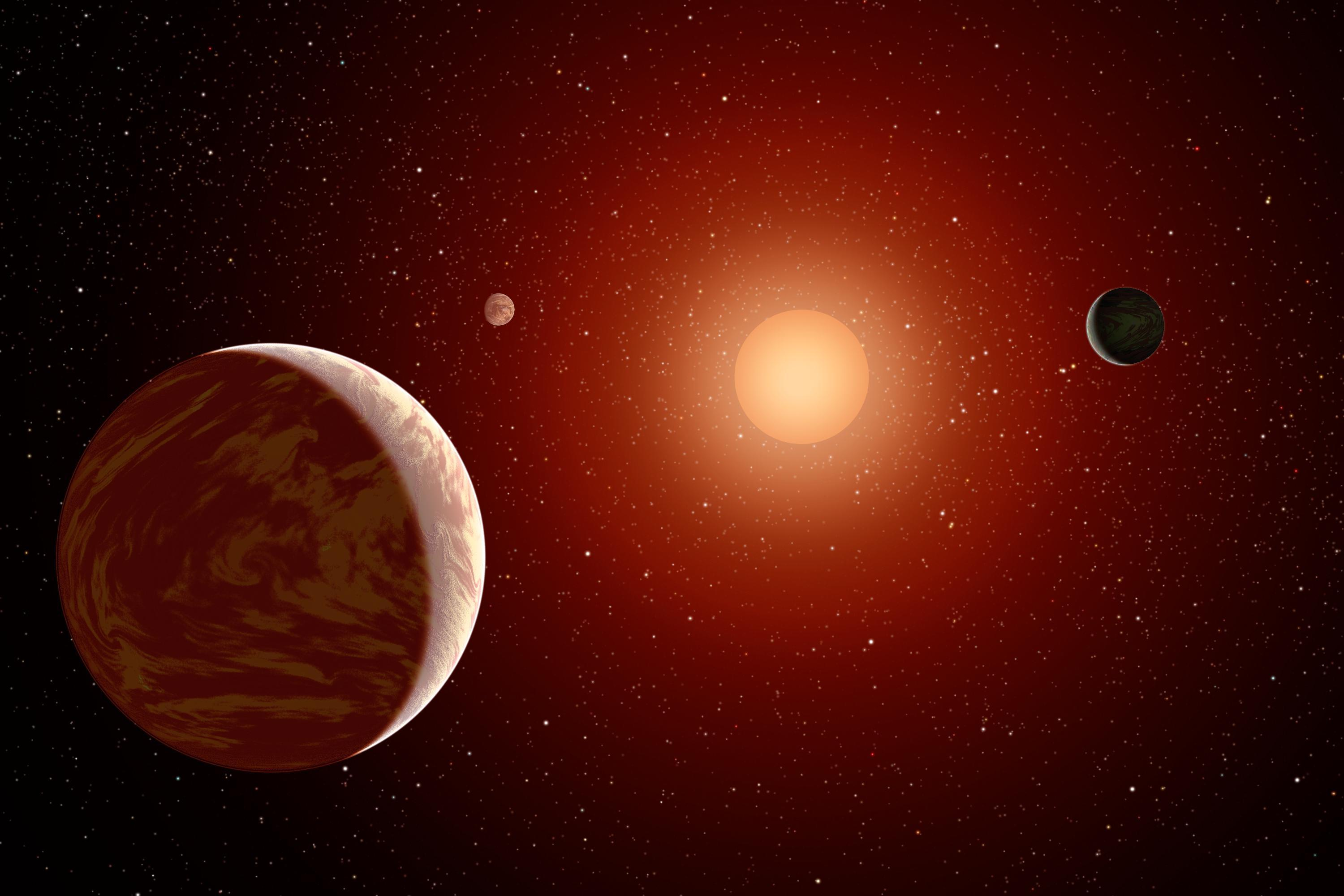
Uma concepção artística de Gliese 163, uma anã vermelha cercada por 3 planetas.

Gliese 163 c ou abreviadamente Gl 163 c é um potencial exoplaneta habitável, com base na sua distância em relação a sua estrela ser compatível com as temperaturas que iria permitir que a água líquida possa existir na superfície, orbitando a anã vermelha Gliese 163. Está situado a aproximadamente 49 anos-luz da Terra na constelação de Dorado. Nesse sistema planetário já foi descoberto cinco planetas. Com uma massa de 6,9 a da Terra, foi classificado como uma superterra. Porém, pensa-se que não haja vida complexa (inteligente), devido às temperaturas altas. O exoplaneta foi descoberto por uma equipe internacional de astrônomos que estudou cerca de 400 estrelas anãs vermelhas com o instrumento HARPS no Observatório Europeu do Sul no Chile.